# ISTV
ISTV (sigla de Ilha do Sol TV) é uma emissora de televisão brasileira sediada em Guarujá, no estado de São Paulo. Opera no canal 36 UHF digital. De cunho educativo, pertence ao Grupo ISTV. 
Desde que a emissora iniciou suas atividades em 2004, até outubro de 2015 foi afiliada ao Canal Futura. De 17 de outubro de 2015 a 12 de julho de 2018 a emissora se tornou afiliada à Rede Brasil de Televisão.
A empresa é liderada pelo CEO Claudio Fernando de Aguiar, um administrador que tem desempenhado o cargo nos últimos 10 anos.

## Transmissão pela banda Ku
No início de 2022 a emissora manifestou à ANATEL o desejo de ser transmitida na televisão por satélite e de entrar já na faixa da banda Ku, a chamada nova parabólica.
Em 28 de julho do mesmo ano, o sinal da emissora passou a ser captado nacionalmente. O satélite transmissor é o Embratel StarOne D2, e está disponível no canal 130.